# 뜨랏 FC
뜨랏 FC(태국어: สโมสรฟุตบอลจังหวัดตราด, 영어: Trat F.C.)는 뜨랏을 연고로 하는 태국의 프로 축구 클럽이다. 현재 타이 리그 1에 참가하고 있다.
2012년에 창단되었으며 태국의 4부 축구 리그였던 2012 타이 리저널 리그 디비전 2 시즌에서 준우승을 차지하면서 태국의 3부 축구 리그였던 타이 디비전 1로 승격되었다. 2016 타이 리저널 리그 동부 디비전 시즌에서 우승을 차지하면서 태국의 2부 축구 리그인 타이 리그 2로 승격되었다. 2018 타이 리그 2 시즌에서 준우승을 차지하면서 타이 리그1로 승격되었다.

## 성적
- 타이 리저널 리그 디비전 2 (현재의 타이 리그 4): 준우승 1회 (2012)
- 타이 리저널 리그 동부 디비전: 우승 1회 (2016)
- 타이 리그 2: 준우승 1회 (2018)

## 선수 명단

### 현역
참고: FIFA 자격 규정에 따라 소속된 국가대표팀 국기를 표시합니다. 선수는 복수의 FIFA 비회원국 국적을 가지고 있을 수 있습니다.
| 번호 | 포지션 | 국적 | 이름 |
| ---- | ------ | ---- | ---- |

## 선수 명단

### 현역
- 남윤재 (2025)